# 2023年ハノイアパート火災
2023年ハノイアパート火災（2023ねんハノイアパートかさい）は、2023年9月12日23時頃（ベトナム時間）にベトナムのハノイにある10階建てのアパートで発生した火災である。住人約150人の内56人が死亡し、37人が負傷。2002年にホーチミン市で発生したITCビル火災以来最悪のものとなった。

## 火災

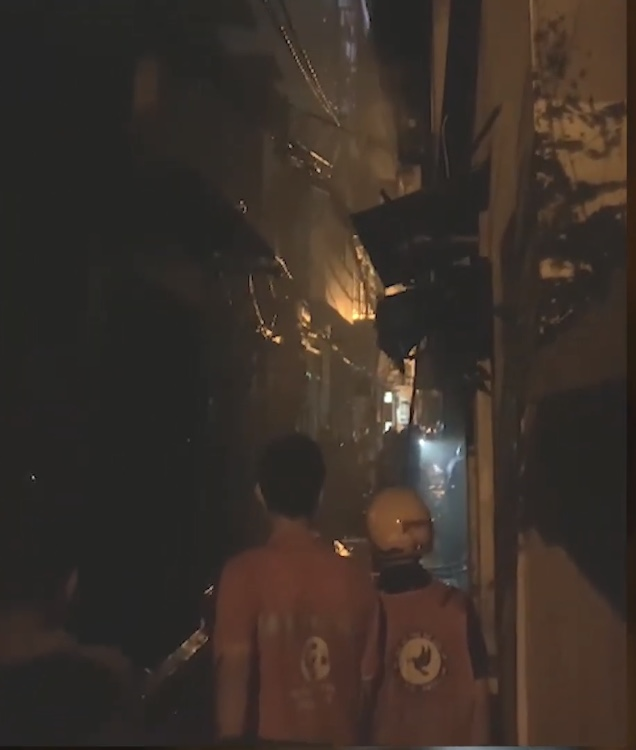
火災発生中のビル

ベトナム標準時で23時頃にハノイ南西部にある9階建ての建物の1階部分のバイク置き場に置いてあったバイクから出火した。この建物には150人以上が居住していた。
アパートの近くに住む女性は「あのアパートはあまりに密集していて逃げ道が無かった。住民が避難する方法は無かった」と話した他、住人の叫び声をたくさん聞いたけど火災が凄まじく助ける事が出来なかったと話している。
翌13日の0時15分にはかけつけた消防隊員が複数の低層階の部屋にたどり着き、意識を失った乳児2人と大人3人を発見し、現場から5 km離れたBạch Mai病院へと搬送された。その後1時50分には児童1人が救出された。
火災は1時までに消火された。消火にあたった消防士や救急隊員らは現場が狭い路地に面していた為車両を停めるのに苦労をした。出動した消防車50台ほどがビルを全方向から放水した。警察は綱はしごを使用してアパートに入り、要救助者を探した
5時までには70人以上が救助されたと発表され、そのうち54人が手当てを必要とされた他、30人以上の死者が出たと発表された。9時までにタインスアン区当局は同様の発表をした。

## 犠牲者
この火災は子供10人を含む多数の死者を出した。子供1人が火の手から逃そうと高層階から投げられた他、 窓から飛び降りたり隣のアパートに飛び移ろうとして怪我をした住人が複数発生した。最終的にこの火事により56人が死亡し、37人が負傷し、100人以上が救助された。救助された住人はハノイ市内の主要な病院に搬送され、その多くは窒息状態もしくは転落による負傷で搬送された。
12時までにBạch Mai病院、Đống Đa病院、Hà Đông総合病院、ハノイ薬科大学病院、そして郵便病院が合計で49人の患者を受け入れた。49人の内10人（子供4人含む）が既に死亡し、4人がすぐに退院、その他35人（子供7人含む）が入院となった。死者は第103軍事病院の遺体安置所へ転送された。
朝までにBạch Mai病院長のĐào Xuân Cơは24人の被害者を手当てしていると公表し、この内7人が児童であるとした。残りの大人の患者は救命病棟、小児センター、及び毒物科へと入院された。10人以上が重症で、そのうち3人が危篤状態であった。
Đống Đa病院は5人の患者を受け入れたが1人が到着時には既に死亡していた。残りの4人のうち3人は最終的に聖パウロ病院へ転院され、この内1人は転落時に背骨を折る重傷を負っていて、もう一人は煙を吸った子供2人の母親であった。最終的に比較的症状の軽かった患者1人の手当てを引き続き行った。また、この病院の遺体安置所では火事の犠牲者3人が受け入れられた。最終的にこの病院の遺体安置所には子供2人を含む4人の遺体が安置された。

## 被害

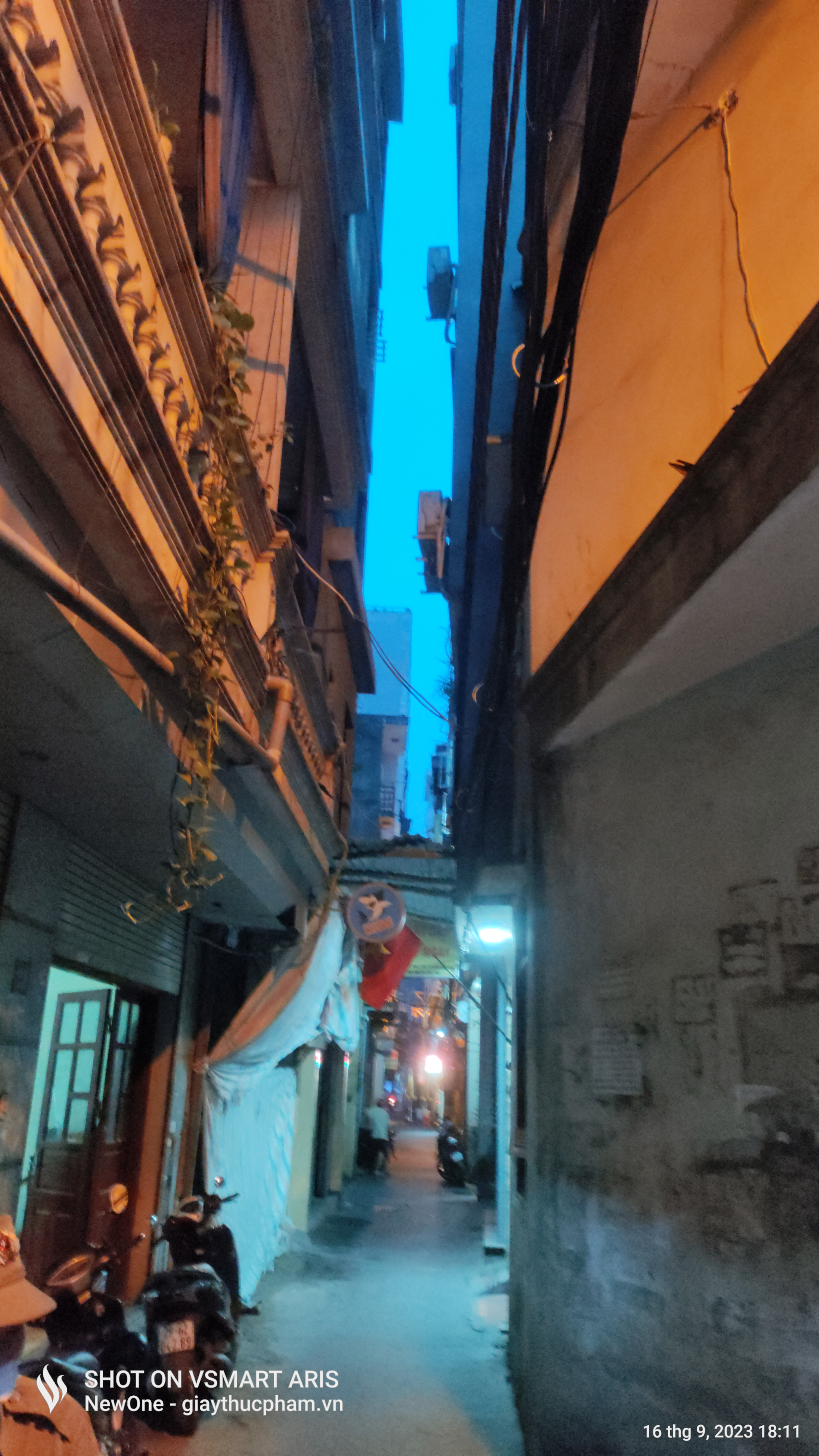
火元へと通じる路地（2023年9月16日撮影）。ビルの周囲はクオンディン坊当局により規制されている。

ハノイ人民委員会は9月13日に被害者を金銭面で支援すると発表した。犠牲者の遺族には3700万ドンずつが支給され、負傷者には1240万ドンが支給される事となった。また、子供を失った遺族には一人あたり追加で500万ドンが市の児童福祉基金から支給される事となり、入院した児童には1000万ドンが支給される事となった。また、市は今回の火災に遭った様なアパートに住む学生や労働者などの住人への支援も行う事を発表し、彼らには1人辺り月額150万ドンを半年間支給する事となった。負傷者は治療費を補償される事となった。学校へ通う児童を子に持つ家庭は教材を買う為の500万ドンを支給される事となった。
9月14日、政府のセッションにて一分間の黙祷がこの火災及びラオカイ市での洪水の犠牲者へ捧げられた。

## 捜査
警察はアパートの家主である44歳の男性を9月13日に防火防災規定違反容疑で逮捕した。警察は火災の原因の捜査を開始した。目撃者はこの火災がオートバイが多数止められていたアパートの車庫から火が出たと証言した。
9月19日にハノイ警察は捜査結果を発表し、火災の原因が建物南側の車庫に停められていたオートバイのバッテリーがショートした事によるものであるとした。このショートにより発火した火事はその後近くに停めてあった他の車両やビルの電気システムへと飛び火した。

## 反応

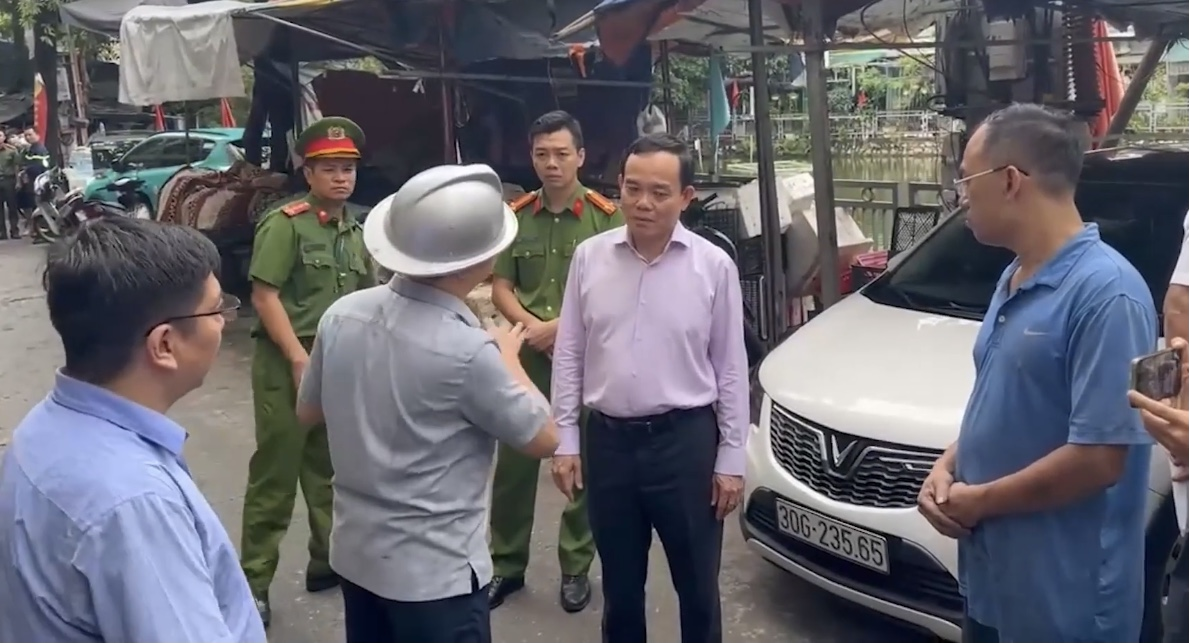
火災現場を訪れるチャン・ルー・クアン副首相

ファム・ミン・チン首相やチャン・ルー・クアン副首相を始めとするベトナム政府の主要な関係者が火災現場や負傷者が治療を受けている病院を訪問した。ファム首相はお見舞いの言葉を伝え、治療費を補償すると伝えた。ファム首相は小さなアパートや人口密集地域の防火体制強化を訴えた。
グエン・フー・チョン書記長はハノイの共産党委員会、地元当局、そしてハノイ市民へのお見舞いの手紙を送った。ハノイ人民委員会主席のチャン・シー・タインは犠牲者を偲んで17日までの娯楽活動停止と犠牲者の追悼式を開くよう指示した。
国外からはラオス、ベネズエラ、及びカザフスタンから弔意が表明された。